# 유럽 연합의 언어

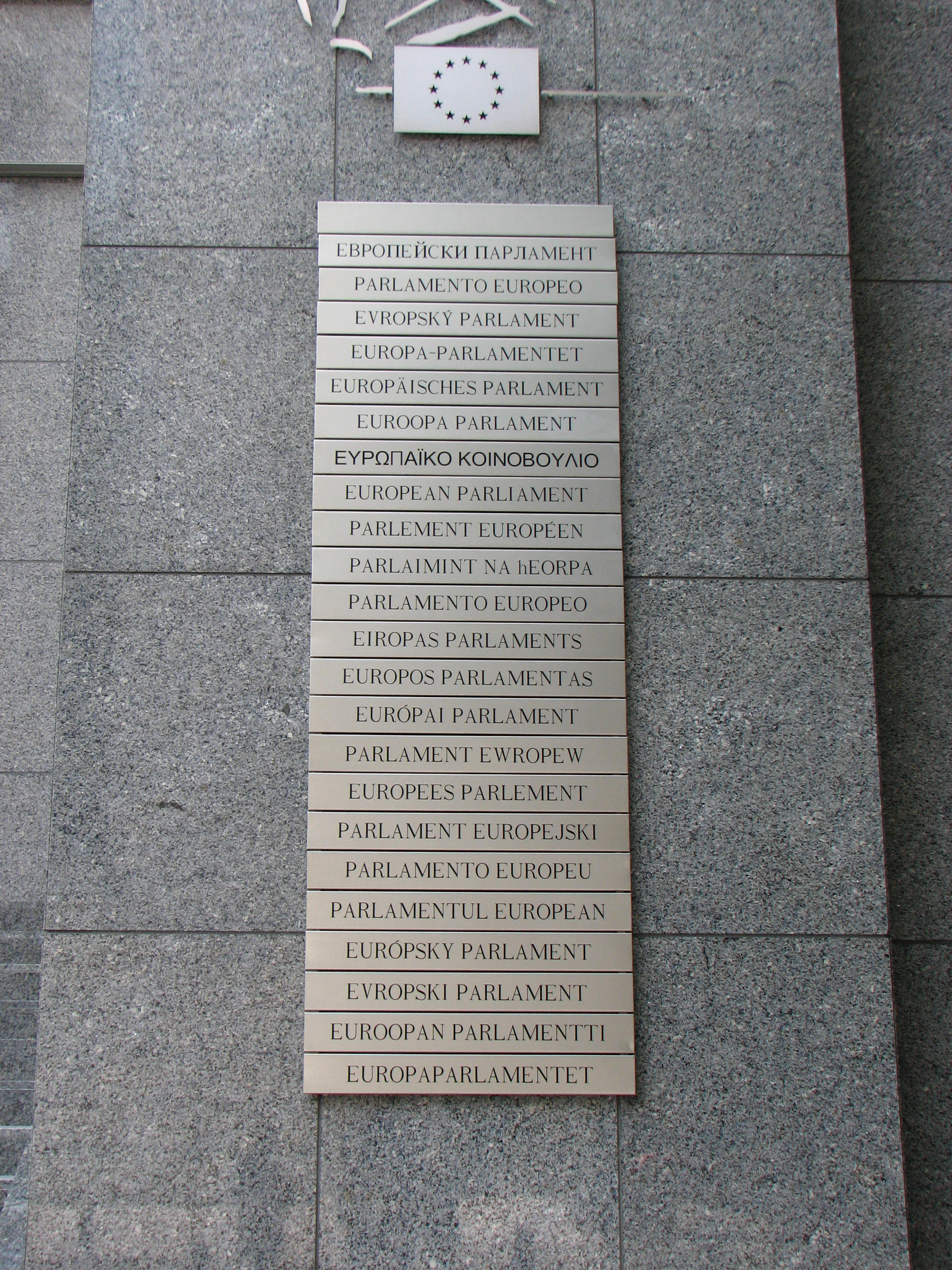
브뤼셀의 유럽 의회 건물 출입구에 붙어 있는 유럽 연합 내에서 쓰이는 모든 언어로 쓰여진 팻말.

유럽 연합의 언어는 유럽 연합의 24개 공식 언어를 포함한, 유럽 연합 가맹국에서 쓰는 언어를 말한다.
유럽 연합은 시민들이 두 개 이상의 모어가 아닌 언어를 구사할 수 있도록 장려하는 다국어 정책을 펴고 있다.
그러나 이러한 정책이 완전히 유럽 연합의 사람들에게서 지지되는 것은 아니다. 일부 사람들은 아랍어도 유럽 연합의 언어로 지정하자고 주장하고 있다. 에스페란티스토들은 다국어 정책이 결국 영어를 통한 영국의 이익으로만으로 작용할 것이라면서, 에스페란토를 유럽 연합의 공용어로 지정할 것을 주장하고 있다.

## 공식 언어
유럽 연합 기관의 모든 결정문은 공식 언어로 번역되며, 모든 공식 언어로 유럽 연합 기관에 연락이 가능하다.
유럽 연합의 공식 언어는 다음과 같다.
| - 그리스어 - 네덜란드어 - 덴마크어 - 독일어 - 라트비아어 - 루마니아어 | - 리투아니아어 - 몰타어 - 불가리아어 - 스웨덴어 - 슬로바키아어 - 슬로베니아어 | - 아일랜드어 - 에스토니아어 - 에스파냐어 - 영어 - 이탈리아어 - 체코어 | - 크로아티아어 - 포르투갈어 - 폴란드어 - 프랑스어 - 핀란드어 - 헝가리어 |

유럽 연합의 공식 언어 수보다 회원국의 숫자가 많은 것은 몇개의 언어가 2개 이상의 나라에서 사용되고 있기 때문이다. 여기에 해당되는 언어로는 그리스어 ( 그리스,  키프로스), 네덜란드어 ( 네덜란드,  벨기에), 독일어 ( 독일,  룩셈부르크,  벨기에,  오스트리아), 스웨덴어 ( 스웨덴,  핀란드), 영어 ( 몰타,  아일랜드), 프랑스어 ( 룩셈부르크,  벨기에,  프랑스)가 있다.
또한 모든 회원국의 언어가 유럽 연합의 공식 언어가 되지도 않았는데, 예를 들어 룩셈부르크에서는 1984년 룩셈부르크어를 공용어로 지정하였고, 키프로스에서는 튀르키예어가 공용어이지만, 모두 유럽 연합의 공용어는 아니다.
법령이나 중요한 공문은 모든 공식 언어로 작성되지만, 중요도가 낮은 문서에서는 반드시 그러지는 않는다. 국가 당국에 의해 전달이 되거나, 특정 개인·단체를 대상으로 한 결정이나 서신 등 문서는 필요한 언어에만 번역된다.
EU의 영어판 사이트에 의하면, 각종 문서 번역 등의 다언어주의 정책의 유지에 매년 11억 2,300만 유로가 소모되며 이는 EU의 연간 예산의 1%에 해당된다. 이 비용은 시민 한명 당 2.28유로의 부담을 하는 것이다.
2020년 영국이 유럽 연합을 탈퇴한 이후에도 영어를 공용어로 계속 유지하고 있는데, 이는 나머지 회원국 중에서 아일랜드와 몰타의 공용어가 영어이기 때문이다.

### 몰타어
몰타어는 유럽 연합의 공식 언어이나 의회는 2004년 5월 1일부터 3년 간 유럽 연합 헌장이 몰타어로 쓰이는 데에 유예 기간을 두었다. 즉, 2007년 4월 30일까지는 몰타어판의 유럽 연합 헌장이 나온다는 것이다.

### 아일랜드어
아일랜드와 북아일랜드의 공용어이자 켈트어족 가운데 유일하게 공용어로 지정된 아일랜드어는 2007년 1월 1일부터 유럽 연합의 공식 언어로 지정되었다.

## 지방 언어·소수 언어
스페인 정부는 바스크어, 카탈루냐어, 발렌시아어, 갈리시아어 대해 유럽 연합의 공식 언어의 지위를 주는 것을 모색해왔다. 앞의 제2667회 유럽 연합 이사회에서 정식 실무 언어 이외에도 회원국들에 의해서 승인된 언어를 유럽 연합 차원에서 한정적으로 사용하는 것을 인정하는 결정을 내렸다. 유럽 연합 이사회에서는 규칙 1/1958에서 언급된 회원국의 최고 법규에 의해서 또는 관례적으로 그 전역 또는 일부 영토에서 공용어로 사용되는 언어 이외의 언어에 대해서는 법령에서 그 지위를 정하겠다고 밝혔다.

### 카탈루냐어, 갈리시아어, 바스크어
카탈루냐어, 갈리시아어, 바스크어는 스페인의 전국 규모의 공용어가 아니라 스페인 헌법에 의해서 특정 지역의 공동 공용어이며, 이들의 언어는 2005년 6월 13일 유럽 연합 이사회 결의로 유럽 연합의 기구에서 정식으로 사용할 수 있으며, 이에 스페인 정부는 이 규정에 동의했다.

### 러시아어
러시아어는 유럽 연합의 비공식 언어이나 과거 동구권에 속하던 EU의 동유럽 국가에서 널리 쓰이고 있다. 라트비아, 에스토니아, 리투아니아와 독일 일부 지역에 거주하는 약 130만명의 사람들은 러시아어를 사용한다. 또한 라트비아인, 에스토니아인, 리투아니아인의 상당수는 러시아어를 구사 할 수 있으며, 이 세 국가의 일부 학교 중에는 러시아어를 필수 과목으로 지정한 곳도 있다. 비록 모국어로 쓰는 사용자는 많지 않지만, 불가리아, 폴란드, 체코, 슬로바키아, 헝가리, 루마니아 등지에 거주하는 사람들은 대체로 러시아어를 구사 할 수 있다. EU 전체 인구의 7% 정도는 러시아어를 어느 수준 이상 구사할 수 있으며, 이는 EU에서 통용되는 언어중 8위에 해당한다.

### 이민자의 언어
이민자가 모국어로 하는 언어는 유럽연합 기구 및 유렵연합 역내에서는 공식 지위나 인증이 주어지지 않았으며, 유럽 연합의 언어 교습 프로그램의 대상이 되지 않았다.

## 유럽 연합 시민의 언어 능력
| 공식 언어    | 모어 | 제2언어 | 전체 | 비공식 언어  | 모어 | 제2언어 | 전체 |
| ------------ | ---- | ------- | ---- | ------------ | ---- | ------- | ---- |
| 영어         | 1%   | 43%     | 44%  | 러시아어     | 1%   | 5%      | 6%   |
| 독일어       | 20%  | 16%     | 36%  | 카탈루냐어   | 1%   | 1%      | 2%   |
| 프랑스어     | 14%  | 16%     | 29%  | 아랍어       | 1%   | 1%      | 2%   |
| 이탈리아어   | 15%  | 3%      | 18%  | 타밀어       | 1%   | 0%      | 1%   |
| 스페인어     | 9%   | 8%      | 17%  | 튀르키예어   | 1%   | 0%      | 1%   |
| 폴란드어     | 9%   | 1%      | 10%  | 갈리시아어   | <1%  | 0%      | <1%  |
| 루마니아어   | 6%   | 0%      | 6%   | 바스크어     | <1%  | 0%      | <1%  |
| 네덜란드어   | 5%   | 1%      | 6%   | 룩셈부르크어 | <1%  | 0%      | <1%  |
| 헝가리어     | 3%   | 0%      | 3%   | 중국어       | <1%  | 0%      | <1%  |
| 포르투갈어   | 2%   | 1%      | 3%   | 힌디어       | <1%  | 0%      | <1%  |
| 그리스어     | 2%   | 1%      | 3%   | 우르두어     | <1%  | 0%      | <1%  |
| 스웨덴어     | 2%   | 1%      | 3%   | 기타         | 2%   | 3%      | 5%   |
| 체코어       | 2%   | 1%      | 3%   |              |      |         |      |
| 불가리아어   | 2%   | 0%      | 2%   |              |      |         |      |
| 슬로바키아어 | 1%   | 1%      | 2%   |              |      |         |      |
| 덴마크어     | 1%   | 0%      | 1%   |              |      |         |      |
| 핀란드어     | 1%   | 0%      | 1%   |              |      |         |      |
| 크로아티아어 | 1%   | 0%      | 1%   |              |      |         |      |
| 리투아니아어 | 1%   | 0%      | 1%   |              |      |         |      |
| 슬로베니아어 | <1%  | 0%      | <1%  |              |      |         |      |
| 에스토니아어 | <1%  | 0%      | <1%  |              |      |         |      |
| 아일랜드어   | <1%  | 0%      | <1%  |              |      |         |      |
| 라트비아어   | <1%  | 0%      | <1%  |              |      |         |      |
| 몰타어       | <1%  | 0%      | <1%  |              |      |         |      |

## 같이 보기
- 유럽의 언어
- 유럽 언어의 날